# Piercolias
Piercolias es un género  de mariposas de la familia Pieridae. Se encuentra en Perú y Bolivia.

## Especies
- Piercolias coropunae (Dyar, 1913)
- Piercolias forsteri Field & Herrera, 1977
- Piercolias huanaco (Staudinger, 1894)